# Cleistes miersii
Cleistes miersii é uma espécie de orquídea terrestre de folhas alternadas e flores grandes que abrem em sucessão, com raízes tuberosas delicadas, habitante do Rio de Janeiro, no Brasil.